# Liosteburia bleuzeni
Liosteburia bleuzeni là một loài bọ cánh cứng trong họ Cerambycidae.